# Tofiq Quliyev

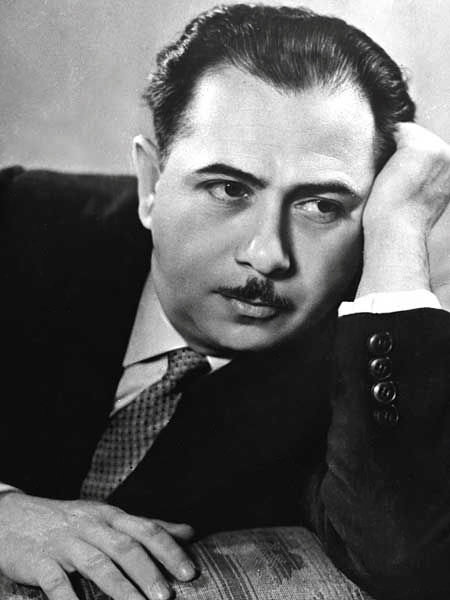
Tofiq Quliyev

Tofiq Ələkbər oğlu Quliyev, traslitterato anche Tofig Guliyev (in russo Тофик Алекпер оглы Кулиев?, Tofik Alekper ogly Kuliev; Baku, 7 novembre 1917 – Baku, 5 ottobre 2000), è stato un compositore, pianista e direttore d'orchestra azero.Venne insignito del titolo di Artista del popolo della Repubblica Socialista Sovietica Azera.

## Biografia
Nacque a Baku dall'impiegato Alekper Guliyev e da Yakhshi Khanum Mahmudova, una dei primi giudici donna azeri. 
All'età di dodici anni iniziò gli studi nel Conservatorio di Stato dell'Azerbaigian, a quella di diciassette in quello di Baku, dove studiò pianoforte e direzione.
Poco tempo dopo venne inviato al Conservatorio Statale di Mosca. Qui impara a dirigere, e, per qualche tempo segue la classe di pianoforte del professor Heinrich Neuhaus. Presto entrò come pianista nella orchestra di Alexander Tsfasman, con la quale lavorò fino al 1939.

## Prime opere
I primi esperimenti di Tofig Guliyev nella composizione risalgono ai primi anni '30. Mentre era ancora uno studente della facoltà operaia, nel 1931, Guliyev, seguendo il consiglio di uno dei suoi primi insegnanti, che aveva già ottenuto il riconoscimento popolare, Asef Zeynalli, scrisse una canzone sulle parole di Mirza Alekper Sabir, "Storia di uno scolaro". A partire dal 1935, ha iniziato a lavorare come direttore d'orchestra nel teatro drammatico statale dell'Azerbaigian intitolato a Meshadi Azizbekov.
L'attività di Guliyev come folklorista, iniziata negli anni '30, era di grande importanza, sia nella biografia creativa del compositore stesso, sia nella vita musicale e sociale dell'Azerbaigian. La personalità di Tofig Guliyev fu una di quelle creative in grado di svolgere un ruolo significativo nello sviluppo e nella divulgazione del folklore azero. È uno dei primi compositori dell'Azerbaigian a eseguire uno spartito musicale dei Mugham. Nel 1936 sono stati pubblicati, in collaborazione con il compositore Zakir Bagiro, le registrazioni Mugham: "Rast", "Segah", "Zabul", "Dugah".